# Dead Company (manga)
Autre
Dead Company (デッドカンパニー) est un seinen manga écrit et dessiné par Yoshiki Tonogai. Ce manga est du même genre de thriller que Doubt, Judge et Secret, titres précédents du même auteur, où la tension psychologique prend le pas sur la représentation gore de la violence, ce qui n'empêche pas la mort des personnages. Il a été prépublié dans le magazine Comic Boost et les trois tomes ont été publiés entre le 24 octobre 2019 au 24 septembre 2020.
La version française est éditée par Ki-oon du 27 août 2020 au 6 mai 2021.

## Synopsis
Ryōsuke Miyauchi est le survivant d'un jeu macabre. Après trois ans de cauchemars, il essaye de reprendre une vie normale. À la suite d'un entretien pour chercher du travail , il sera dirigé vers Entertainment Dead Company (abrégé EDC dans le manga) , dont comme son nom l'indique , une société spécialisée dans les jeux de survival horror . Pourtant , après un certain temps , Ryōsuke découvre le macabre secret de cette entreprise : pour tendre toujours vers plus de réalisme , EDC réalise ses jeux vidéos en jeux grandeurs natures mortels ...

## Liste des chapitres
| no                                                           | Japonais          | Japonais          | Français        | Français          |
| no                                                           | Date de sortie    | ISBN              | Date de sortie  | ISBN              |
| ------------------------------------------------------------ | ----------------- | ----------------- | --------------- | ----------------- |
| 1                                                            | 24 octobre 2019   | 978-4-3448-4540-4 | 27 août 2020    | 979-10-327-0648-0 |
| Liste des chapitres : - Chapitre 1 à 5                       |                   |                   |                 |                   |
| 2                                                            | 25 février 2020   | 978-4-3448-4603-6 | 5 novembre 2020 | 979-10-327-0694-7 |
| Liste des chapitres : - Chapitres 6 à 11                     |                   |                   |                 |                   |
| 3                                                            | 24 septembre 2020 | 978-4-3448-4708-8 | 6 mai 2021      | 979-10-327-0796-8 |
| Liste des chapitres : - Chapitre 12 à 18 et Dernier chapitre |                   |                   |                 |                   |